# Phyllonorycter ermani
Phyllonorycter ermani là một loài bướm đêm thuộc họ Gracillariidae. Loài này có ở Nhật Bản (Hokkaidō) và vùng Viễn Đông Nga.
Sải cánh dài 7-8.5 mm.
Ấu trùng ăn Alnus maximowiczii và Betula ermanii. Chúng ăn lá nơi chúng làm tổ.